# فرهنگ جدید زندگی‌نامه آلمانی
فرهنگ جدید زندگی‌نامه آلمانی (NDB) یک اثر مرجع بیوگرافی است. که جایگزین فرهنگ جامع زندگی‌نامه آلمانی (ADB) شده‌است. این مجموعه در ۲۶ جلد منتشر شده و تاکنون بیش از ۲۲۵۰۰ فرد و خانواده را در بر می‌گیرد که در منطقه آلمانی زبان زندگی می‌کردند.
NDB به زبان آلمانی توسط کمیسیون تاریخی در آکادمی علوم و علوم انسانی باواریا منتشر شده و توسط دانکر و هامبلوت در برلین چاپ شده‌است. فهرست و متن کامل مقالات ۲۵ جلد اول به صورت رایگان از طریق وب سایت آلمانی بیوگرافی (بیوگرافی آلمانی) و پورتال بیوگرافیک به صورت آنلاین در دسترس است.

## جلدها
1. Aachen – Behaim. 1953, reprint 1971
2. Behaim – Bürkel. 1955, reprint 1971
3. Bürklein – Ditmar. 1957, reprint 1971
4. Dittel – Falck. 1959, reprint 1971
5. Falck - Fyner (voran: Faistenberger). 1961, reprint 1971
6. Gaál – Grasmann. 1964, reprint 1971
7. Grassauer – Hartmann. 1966
8. Hartmann – Heske. 1969
9. Heß – Hüttig. 1972
10. Hufeland – Kaffsack. 1974
11. Kafka – Kleinfercher. 1977
12. Kleinhans – Kreling. 1980
13. Krell – Laven. 1982
14. Laverrenz - Locher-Freuler. 1985
15. Locherer - Maltza(h)n. 1987 شابک ‎۳−۴۲۸−۰۰۱۹۶−۶
16. Maly – Melanchthon. 1990 شابک ‎۳−۴۲۸−۰۰۱۹۷−۴
17. Melander – Moller. 1994 شابک ‎۳−۴۲۸−۰۰۱۹۸−۲
18. Moller – Nausea. 1997 شابک ‎۳−۴۲۸−۰۰۱۹۹−۰
19. Nauwach – Pagel. 1999 شابک ‎۳−۴۲۸−۰۰۲۰۰−۸
20. Pagenstecher – Püterich. 2001 شابک ‎۳−۴۲۸−۰۰۲۰۱−۶
21. Pütter – Rohlfs. Mit ADB & NDB-Gesamtregister auf CD-ROM. 2003 شابک ‎۳−۴۲۸−۱۱۲۰۲−۴
22. Rohmer – Schinkel. Mit ADB & NDB-Gesamtregister auf CD-ROM, second edition. 2005 شابک ‎۳−۴۲۸−۱۱۲۰۳−۲
23. Schinzel - Schwarz. Mit ADB & NDB-Gesamtregister auf CD-ROM, third edition. 2007 شابک ‎۹۷۸−۳−۴۲۸−۱۱۲۰۴−۳
24. Schwarz – Stader. Mit ADB & NDB-Gesamtregister auf CD-ROM, fourth edition. 2010 شابک ‎۹۷۸−۳−۴۲۸−۱۱۲۰۵−۰
25. Stadion - Tecklenborg. 2013 شابک ‎۹۷۸−۳−۴۲۸−۱۱۲۰۶−۷
26. Tecklenburg - Vocke. 2016 شابک ‎۹۷۸−۳−۴۲۸−۱۱۲۰۷−۴
27. Vockerodt - Wettiner. 2020 شابک ‎۹۷۸−۳−۴۲۸−۱۱۲۰۸−۱

## جزئیات انتشار
- بیوگرافی نو دویچه / herausgegeben von der Historischen Kommission bei der Bayerischen Akademie der Wissenschaften. برلین: دانکر و هامبلوت، از سال ۱۹۵۳.شابک ‎۳−۴۲۸−۰۰۱۸۱−۸شابک 3-428-00181-8.